# 新幌内駅
新幌内駅（しんほろないえき）は、かつて北海道河東郡鹿追町幌内にあった北海道拓殖鉄道の駅である。同鉄道の廃止に伴い廃駅となった。

## 概要
熊牛トンネルの鹿追側口切通しの端部に位置し、その間に十勝鉄道清水部線（旧・河西鉄道）が跨線しており、当駅の南方1㎞程の所に同鉄道の上美蔓駅が、また北方2㎞程の所に下幌内駅があった。

## 歴史
- 1932年（昭和7年）11月15日 - 当停留場（簡易駅）開設。旅客駅[2][3]。
- 1968年（昭和43年）
  - 2月10日 - 屈足 - 瓜幕間休止に伴い営業休止。
  - 10月1日 - 北海道拓殖鉄道廃止に伴い廃駅。

## 駅名の由来
当地の地域名に由来する。三笠市の幌内と同様にアイヌ語で大きな沢（川）を意味するポロナイから来ているが、「新」を付けた理由が幌内線の幌内駅が既にあったからかどうかは不明。

## 駅構造
屈足へ向かって右側（北側）に、短い単式ホームと待合室を有した。

## 駅周辺
周囲は河西鉄道直接集荷エリア内の甜菜（ビート）畑作地帯。鹿追駅側に西二十三線の踏切があった。
- 北海道道133号音更新得線
- 道道133号線と西二十三線の交差点に1942年（昭和17年）まで北海道食糧事務所（現・北海道農政事務所）帯広支所鹿追出張所幌内駐在所があった[6]。

## 隣の駅
北海道拓殖鉄道
北海道拓殖鉄道線
熊牛駅 - 新幌内駅 - 中鹿追駅